# Passalus coniferus
Passalus coniferus (лат.) — вид сахарных жуков рода Passalus из семейства пассалиды (Passalidae). Неотропика (в том числе, Аргентина, Бразилия, Колумбия).
Крупного размера жуки, которые имеют длину около 4 см (от 39,6 до 46,5 мм), буровато-чёрные, блестящие. Передний край лица с двумя заметными вторичными медиально-фронтальными бугорками. Медиофронтальные бугорки крупные, расположены на основании каждого латерофронтального бугорка. Центральный бугорок со свободной вершиной. заднебоковые бугорки отчетливые. Глаза крупные. Антеннальная булава трехламеллярная, с длинными ламелями. Лацинии с вершиной двузубчатые. Медиобазальная область ментума выступающая и голая, иногда со скудными волосками на заднем крае. Маргинальная пронотальная борозда занимает 2/3 переднего края пронотума. Простернеллюм ромбовидный, усеченный. Мезостернум опушен, с малозаметными и удлиненными рубцами. Метастернум опушен переднелатерально и в латеральной бороздке; диск гладкий, отграничен сзади до середины точками. Плечики опушены, эпиплевры опушены в базальных 2/3. Последний стернит брюшка с полной краевой бороздкой. Передне-вентральная граница профимура с хорошо развитой бороздкой. Мезо- и метатибии с одним или двумя небольшими шипами.  Клипеус скрыт под лицевым склеритом. Фронтоклипеус отсутствует.